# Listeria
Listeria — рід бактерій, що містить шість відомих видів грам-позитивних паличкоподібних бактерій. Названий на честі Джозефа Лістера. Listeria — переважно ґрунтові бактерії, хоча і існують патогенні види, які проникають до організму людини через харчові продукти. Серед них — L. monocytogenes, збудник лістеріозу та опортуністичний патоген людини і патоген жуйних тварин L. ivanovii.

## Структура генома
Зараз секвеновані геноми як Listeria monocytogenes EGD-e, так і Listeria innocua, і Listeria monocytogenes str. 4b F2365. Геном Listeria monocytogenes EGD-e становить 2 944 528 пар основ з 2853 відкритими рамками зчитування, і вмістом G+C 39 %. Геном Listeria innocua становить 3 011 209 пар основ з 2973 відкритими рамками зчитування, і вмістом G+C 37 %. Геном Listeria monocytogenes str, 4b F2365 становить 2905310 пар основ з вмістом G+C 38 %. Багато послідовностей генів подібні до ґрунтової бактерії Bacillus subtilis. L. monocytogenes має одну круглу хромосому, а L. innocua також містить додаткову плазміду у 81 905 пар основ. Зараз в процесі секвентування знаходяться ще два геноми, Listeria monocytogenes str. 1/2a F6854, і Listeria monocytogenes str. 4b H7858. Здатність Listeria жити у різному оточенні збігається з присутністю 331 гена, що кодує різні транспортні білки, охоплюючи 11,6 % геному L. monocytogenes. Listeria також має обширний репертуар регулятирних послідовностей, що займає 7,3 % від повного генома.

## Структура клітини та метаболізм
Listeria не утворює спор, є паличкоподібною, грам-позитивною бактерією, які існують індивідуально або формують короткі ланцюжки. Listeria можуть виробляти АТФ через повний дихальний ланцюжок, і мають декілька шляхів анаеробного дихання. Це збігається з їхнім стилем життя як мікроеарофільного факультативного анаероба. Деякі види Listeria — внутрішньклітинні патогени, які використовують полімеризацію актину клітин хазяїна для руху. Бактерії рухаються у цитоплазмі зараженої клітини, використовуючи хвіст, складений з актину.

## Екологія
Колонії Listeria маленькі, гладкі і блакитно-сірі. Температура оптимального зростання між 30 і 37 °C, але зростання може відбуватися при температурах у 4 °C, хоча триваліть покоління довша. Listeria широко розповсюджені всюди в навколишньому середовищі, населяючи ґрунт, залишки рослин, стічну і річкову воду, тваринні корма, свіже і замерзле м'ясо, м'ясопродукти, сире молоко, сир, і навіть тіло людини. Але вважається, що первинні житла є ґрунт і залишки рослин, де ця бактерія живе як сапрофіт. Listeria може виживати в багатьох екстремальних умовах, з якими вона стикається, наприклад високі концентрації солей, високий pH, і високі температури. Як хвороботворний, так і нешкідливі форми Listeria мають цю здатність. Listeria spp. також формує біофільми, які дозволяють їм прикріплятися до твердих поверхонь, де вони розмножуються і їх стає надзвичайно важко знищити.

## Патологія
Listeria monocytogenes — етіологічний агент лістеріозу. L. monocytogenes проникає в організм людини через їжу, та може витримати звичайний процес заморожування. Він може спричинити гостре захворювання в осіб з пригніченою імунною системою та вагітних. Listeria є внутрішньоклітинним паразитом, використовуючи актиновий апарат клітини для руху, може також пересуватись по ходу кровотоку зразу ж після проникнення до нього через травний тракт. Після вживання заражених продуктів, Listeria мігрує від кишок до центральної нервової системи і статевих органів. Клінічні прояви лістеріозу включають менінгіт, менінгоенцефаліт, сепсис, аборт, перинатальні інфекції і гастроентерит. Listeria інфікує макрофагів, які захоплюють патоген через фагоцитоз, або епітеліальні клітини, які заражаються, коли Listeria індукує зміни цитоскелету у продовженнях клітинної мембрани. Але навіть зі всіма проблемами, які Listeria може спричинити у людини, вона зараз досліджується на предмет можливого використання як вакцини проти раку через свою здатність індукувати природжений і адаптивний імунітет.